# Гаевой, Антон Иванович
Антон Иванович Гаевой (укр. Антон Іванович Гайовий; 4 (17) января 1907, Железное, Екатеринославская губерния — 3 июля 1962, Киев) — советский украинский партийный и государственный деятель. Первый секретарь Ворошиловградского, Запорожского и Днепропетровского обкомов КП Украины (1940—1961).

## Биография
Родился 4 (17) января 1907 в селе Железное Железнянской волости Бахмутского уезда Екатеринославской губернии Российской империи (ныне в составе посёлка Нью-Йорк), в семье крестьянина-бедняка. Окончив начальную церковно-приходскую школу, с 1919 по 1930 год работал на Горловском машиностроительном заводе литейщиком-шишельником. В 1930 году он вступил в ряды большевистской партии и перешел на профсоюзную работу: был председателем завкома Горловского машиностроительного завода, с 1933 председателем Горловского горпрофсовета.
С 1934 года на партийной работе: секретарь парткома Горловского машиностроительного завода, с 1936 — второй, первый секретарь Горловского городского комитета КП(б)У, с 1938 — третий, второй секретарь Сталинского обкома КП(б)У.
С июня 1939 по декабрь 1940 года председатель исполкома Сталинского областного Совета.
Учился в Донецком институте хозяйственников (1939), окончил Высшую партийную школу при ЦК КПСС (1952).
В 1940—1951 годах первый секретарь Ворошиловградского обкома КП(б) Украины. В период оккупации Ворошиловградской области гитлеровцами с июля 1942 года находился в Действующей армии, был членом Военного Совета 21 Армии Донского фронта. В 1943 году Гаевой вместе с передовыми частями Красной Армии возвратился в Ворошиловград и с тех пор снова работал 1 секретарем обкома КП(б)У.
В 1952—1957 годах первый секретарь Запорожского обкома КП Украины.
В 1957—1961 годах первый секретарь Днепропетровского обкома КП Украины.
В 1961—1962 годах секретарь ЦК КП Украины.
Член ВКП(б) с 1930 года, член ЦК КПСС (1956—1962). Член ЦК Компартии Украины (1940—1962), член Президиума ЦК Компартии Украины (1957—1962).
Депутат Верховного Совета СССР 2—6 созывов, депутат Верховного Совета УССР 2—5 созывов.

 Гаевой — руководитель «сталинской школы», который не боялся брать на себя ответственность. А умер Гаевой вследствие того, что кто-то побоялся вовремя взять ответственность за Гаевого. Он находился в поездке по Киевской области. Приступ аппендицита. Доехали до районной больницы. Врачи не рискнули оперировать секретаря ЦК. Пока приехали в Киев, он умер. — Алексей ВАЩЕНКО
Похоронен в Байковом кладбище в Киеве.

## Награды
Награждён 4 орденами Ленина, орденами Трудового Красного Знамени, Красной Звезды и медалями.
В его честь названа шахта в г. Горловке (Шахта имени Гаевого) и квартал в г. Луганске.